# Massimo Mutarelli
Massimo Mutarelli (* 13. Januar 1978 in Como) ist ein italienischer Fußballtrainer und ehemaliger -spieler.

## Spielerkarriere
Massimo Mutarelli startete seine Karriere als Fußballer bei Atalanta Bergamo, wo er bereits in der Jugend gespielt hatte. In seinen beiden ersten Profijahren beim Erstligisten kam er jedoch nur auf fünf Einsätze. Aus diesem Grunde verließ er die Norditaliener und unterzeichnete einen Vertrag beim CFC Genua, wo er die folgenden vier Jahre in der Serie B als Stammspieler verbrachte. Im Sommer 2002 zog es Mutarelli zum Ligarivalen US Palermo, mit dem er in der Saison 2003/04 den Erstliga-Aufstieg erreichen konnte. Auch in Palermo war Mutarelli stets Stammspieler.
Nach seinem Wechsel zu Lazio Rom im Sommer 2006 kam Mutarelli auch regelmäßig im Mittelfeld der Hauptstädter zum Einsatz und spielte 2007/08 mit seiner Mannschaft sogar in der Champions League.
Mutarelli beendete seine Spielerkarriere 2012 und begann zwei Jahre später eine Karriere als Fußballtrainer zunächst bei der Jugendmannschaft des FC Empoli. Von 2017 bis 2019 war er Assistenztrainer der italienischen U-21.

## Erfolge
- 2003/2004 – Aufstieg in die Serie A mit US Palermo